# 843

## Esdeveniments

### Països Catalans
- Campanya contra Lleida i Osca d'Abd al-Rahman II

### Món
- Divisió de l'Imperi Carolingi en tres parts per als nets de Carlemany al Tractat de Verdun. Carles el Calb rep la part occidental, que inclou Nèustria, Aquitània, Septimània i els comtats catalans.
- Unificació de pictes i escots a Escòcia
- Dieta de Coulaines (843) (setembre) per tractar de contenir les invasions normandes a la Bretanya.

## Necrològiques
- 19 d'abril, Tours: Judit de Baviera, emperadriu carolíngia, esposa de Lluís el Pietós (n. vers 805).[1]